# Hyphydrus pavani
Hyphydrus pavani är en skalbaggsart som beskrevs av Bilardo och Rocchi 1986. Hyphydrus pavani ingår i släktet Hyphydrus och familjen dykare. Inga underarter finns listade i Catalogue of Life.